# Ouled Sidi Cheikh - Gheraba
 ({{{date}}}).
Ouled Sidi Cheikh (ceux de l'ouest) (en arabe : اولاد سيدي الشيخ) est une tribu pré-saharienne du l'Algérie. Au milieu du XIXe siècle, elle formait une confrérie religieuse musulmane et elle a organisé plusieurs révoltes contre l'occupation française au Maroc et en Algérie[Interprétation personnelle ?],.

## Personnalités
- Cheikh Bouamama, célèbre résistant à la colonisation française, fait partie des Ouled Sidi Cheikh - Gheraba[4].
- Sidi Allal ben Cheikh ben Tayeb : Cheikh des Awlad Sidi Sheykh Sheraga

## Histoire
Sidi Cheikh selon la légende, était un personnage d'une piété et d'une sainteté exemplaires, ayant le don de faire des miracles, don qu'il transmis à sa postérité et spécialement à l’aîné de ses descendants... L'immense influence qu'il acquit sur toutes les populations comprises entre le tell de la frontière du Maroc et le Djebel Amour.

Lors de l'occupation, une lutte de territoires a lieu entre le Maroc et la France[réf. nécessaire] vaincu lors de la bataille d'Isly doit accepter le Traité de Lalla Maghnia qui divise la tribu entre l'Empire chérifien et l'Algérie. Les Gheraba et les Cheraga sont confirmés algériens.